# Palazzo Ōmiya
Il Palazzo Ōmiya (大宮御所?, Ōmiya-gosho) è il nome che viene dato alla residenza di un'Imperatrice del Giappone, dopo essere rimasta vedova. Letteralmente significa "Grande Palazzo", ma è anche il titolo di cortesia dell'Imperatrice, per questo tale nome non fa riferimento ad un edificio ben preciso. 
Ad oggi, Gennaio 2024, il titolo non è utilizzato.

## Storia
Nella storia recente del Giappone, ci sono stati tre Palazzi Ōmiya:
- Palazzo Ōmiya di Kyōto (京都大宮御所?, Kyōto Ōmiya-gosho), costruito nel 1867 come residenza per l'imperatrice Eishō, sposa dell'imperatore Kōmei. L'edificio è oggi usato come residenza della famiglia imperiale o residenza per gli ospiti di stato.[1]
- Il Palazzo Akasaka, ad Akasaka, denominato semplicemente Palazzo Ōmiya (大宮御所?) quando fu residenza dell'imperatrice Teimei, vedova dell'Imperatore Yoshihito. Dopo la sua morte nel 1951 divenne la residenza del principe ereditario (che quindi iniziò ad essere chiamato Palazzo Tōgū).
- Il Palazzo Fukiage presso il Palazzo imperiale di Tokyo, denominato Palazzo Fukiage Ōmiya (吹上大宮御所?, Fukiage Ōmiya-gosho), quando fu la residenza dell'Imperatrice Kōjun, dalla morte del marito nel 1989 fino alla sua morte nel 2000.[2] In conformità con le convenzioni di denominazione imperiali, è stato ribattezzato Palazzo Fukiage Sento (吹上仙洞御所?, Fukiage Sentō Gosho) quando Akihito ha abdicato il 30 aprile 2019. Akihito ha lasciato il palazzo il 31 marzo 2020. Naruhito si è trasferito a settembre 2021. Quando l'imperatore vi risiede, è semplicemente indicato come il Palazzo Imperiale (御所?, Gosho).